# American Heroes Channel
American Heroes Channel (anteriormente Military Channel y originalmente Discovery Wings Channel) es un canal de televisión por suscripción multinacional estadounidense propiedad de Warner Bros. Discovery. La red transmite programas relacionados con el ejército, la guerra y la historia y la ciencia militar.

## Historia
El canal se lanzó en julio de 1998, como Discovery Wings Channel; originalmente se centró en programas relacionados con la aviación y el espacio aéreo. Durante sus primeros años, la red también transmitió un segmento meteorológico cerca de la parte superior de cada hora con datos de pronóstico de aviación del Servicio Meteorológico Nacional. Discovery Communications presentó una solicitud de marca comercial ante la Oficina de derechos de autor de los Estados Unidos para el uso del nombre "Military Channel" en 2002, después de que la marca fuera abandonada por una red de cable de inicio no relacionada con sede en Louisville, Kentucky, también llamada The Military Channel. que se apagó en 1999 y luego quebró. Esa red, que se centró en los héroes, la historia y el hardware de la escena militar internacional, experimentó dificultades para recaudar capital, a pesar del éxito inicial.
El 10 de enero de 2005, la red fue rebautizada como Military Channel. Continuando con su formato original, muchos de los programas de la red como Military Channel se dedicaron a la guerra aérea y tecnologías y problemas relacionados. En 2005, el canal transmitió su primer programa en vivo desde Filadelfia en el sitio del juego de fútbol americano universitario Army-Navy, dos horas antes del inicio de ese juego, en el que el comentarista de Fox Sports Chris Myers presentó desde un set fuera del Lincoln Financial Field.
El 3 de marzo de 2014, el canal fue rebautizado como American Heroes Channel, con la intención de "ofrecer más programación documental basada en la historia y de estilo narrativo". La red es un patrocinador de United Service Organizations (USO) y con frecuencia publica comerciales para esa organización.